# Castelsardo
Castelsardo település Olaszországban, Szardínia régióban, Sassari megyében. Lakosainak száma 5656 fő (2023. január 1.). Castelsardo Sedini, Sorso, Valledoria és Tergu községekkel határos.

## Népesség
A település lakossága az elmúlt években az alábbi módon változott:
| Lakosok száma | 5946 | 5990 | 5656 |
|               | 2017 | 2018 | 2023 |